# Syngrapha viridisignata
Syngrapha viridisignata är en fjärilsart som beskrevs av Augustus Radcliffe Grote 1875. Syngrapha viridisignata ingår i släktet Syngrapha och familjen nattflyn. Inga underarter finns listade i Catalogue of Life.